# Paraleptophlebia praepedita
Paraleptophlebia praepedita is een haft uit de familie Leptophlebiidae. De wetenschappelijke naam van de soort is voor het eerst geldig gepubliceerd in 1884 door Eaton.
De soort komt voor in het Nearctisch gebied.